# Nòctul del Japó
El nòctul del Japó (Nyctalus aviator) és una espècie de ratpenat de la família dels vespertiliònids que es troba al nord-est d'Àsia (Manxúria, Sibèria, Corea i Japó).